# Rhomphaea rostrata
Rhomphaea rostrata là một loài nhện trong họ Theridiidae.
Loài này thuộc chi Rhomphaea. Rhomphaea rostrata được Eugène Simon miêu tả năm 1873.